# Mormia tenebricosa
Mormia tenebricosa är en tvåvingeart som beskrevs av Vaillant 1954. Mormia tenebricosa ingår i släktet Mormia och familjen fjärilsmyggor. Inga underarter finns listade i Catalogue of Life.